# Троили, Уно
Уно Троили (швед. Uno Troili; 16 января 1815, Рансетер — 31 августа1875, Стокгольм) — шведский художник-портретист и музыкант.

## Биография
Родился в семье священников. Племянник композитора Эрика Густава Гейера.
Рано проявил способности к музыке и живописи. С 1827 года учился в Шведской королевской академии изящных искусств. В 1837 году он стал фурьером Вермландского стрелкового корпуса, в 1844 году получил звание лейтенанта.
В 1848 году ушел в отставку и вернулся домой и сразу же начал получать заказы на портреты, и это вскоре стало его единственным занятием. В 1857 году отправился в Париж, чтобы найти новое вдохновение и обновить свою технику рисования. Снял студию, учился у Тома Кутюра.
В 1854 году стал членом Королевской академии искусств, вице-профессором в 1860 году и полным профессором в 1866 году, но преподавал недолго, в 1867 году ушёл в отставку. Среди его известных учеников – Гуннар Бриньольф Веннерберг.
Был композитором-любителем и певцом. В 1864 году избран членом Шведской королевской музыкальной академии. Несколько его музыкальных сочинений были опубликованы лишь после смерти автора.
В последние годы своей жизни боролся с депрессией и завышенной самокритикой.
Похоронен на кладбище Норра бегравнингсплатсен в Стокгольме.

## Избранные картины

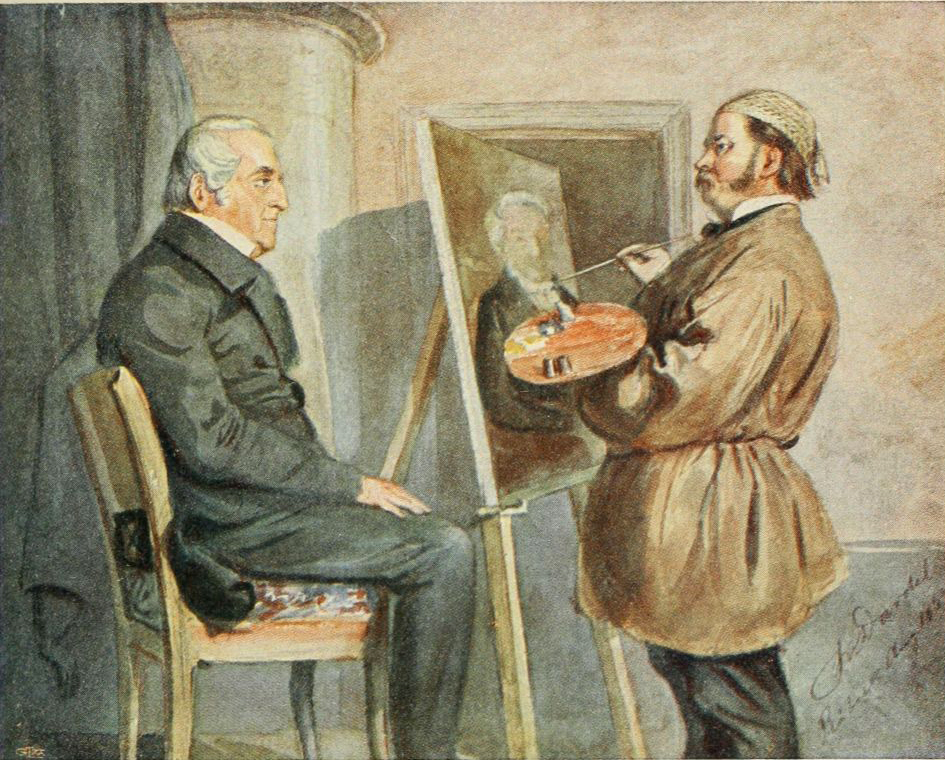
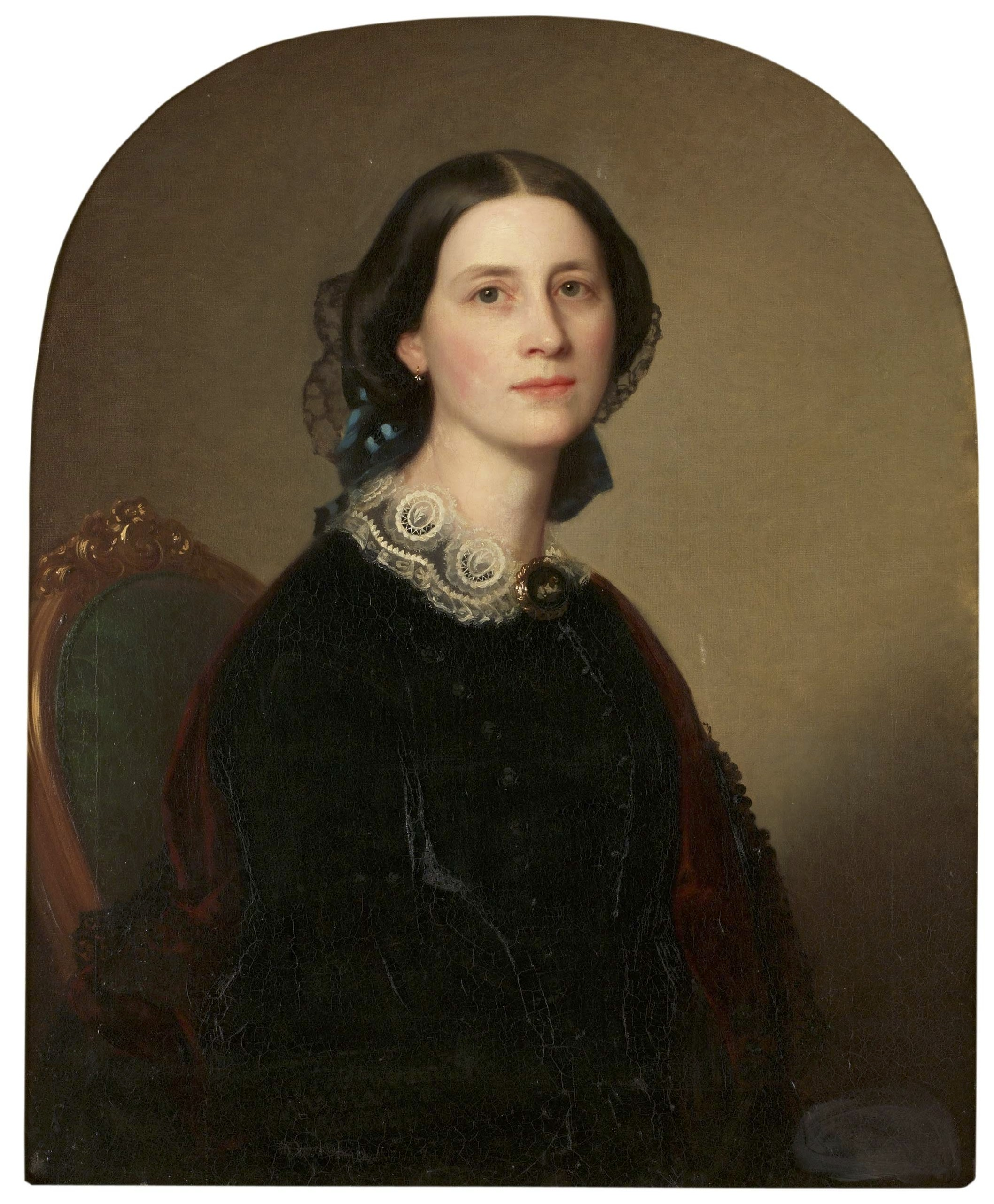
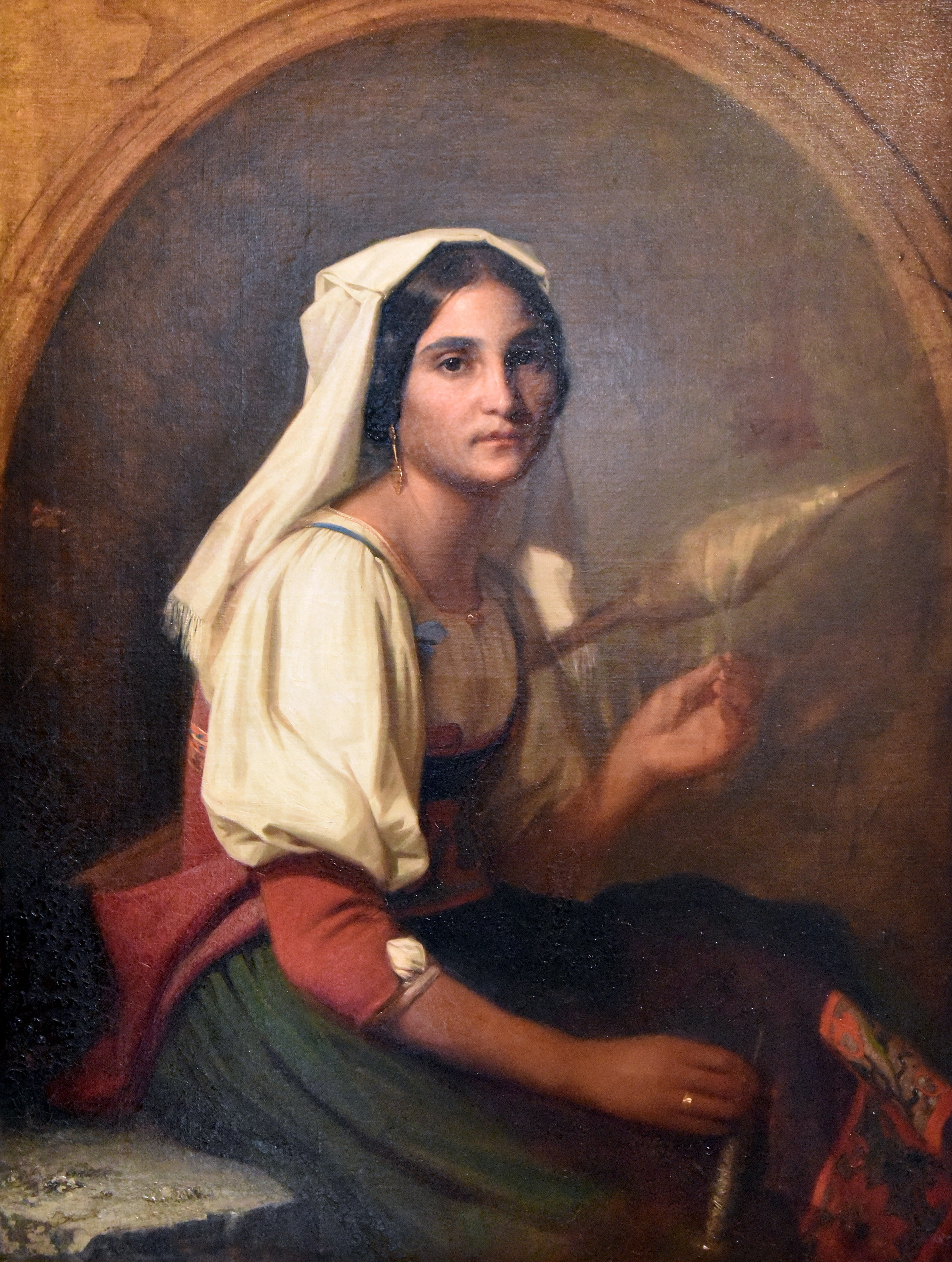
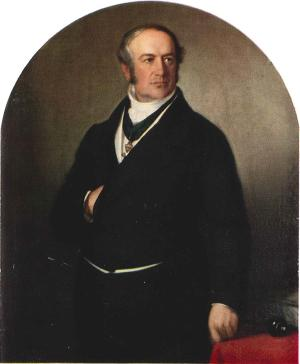
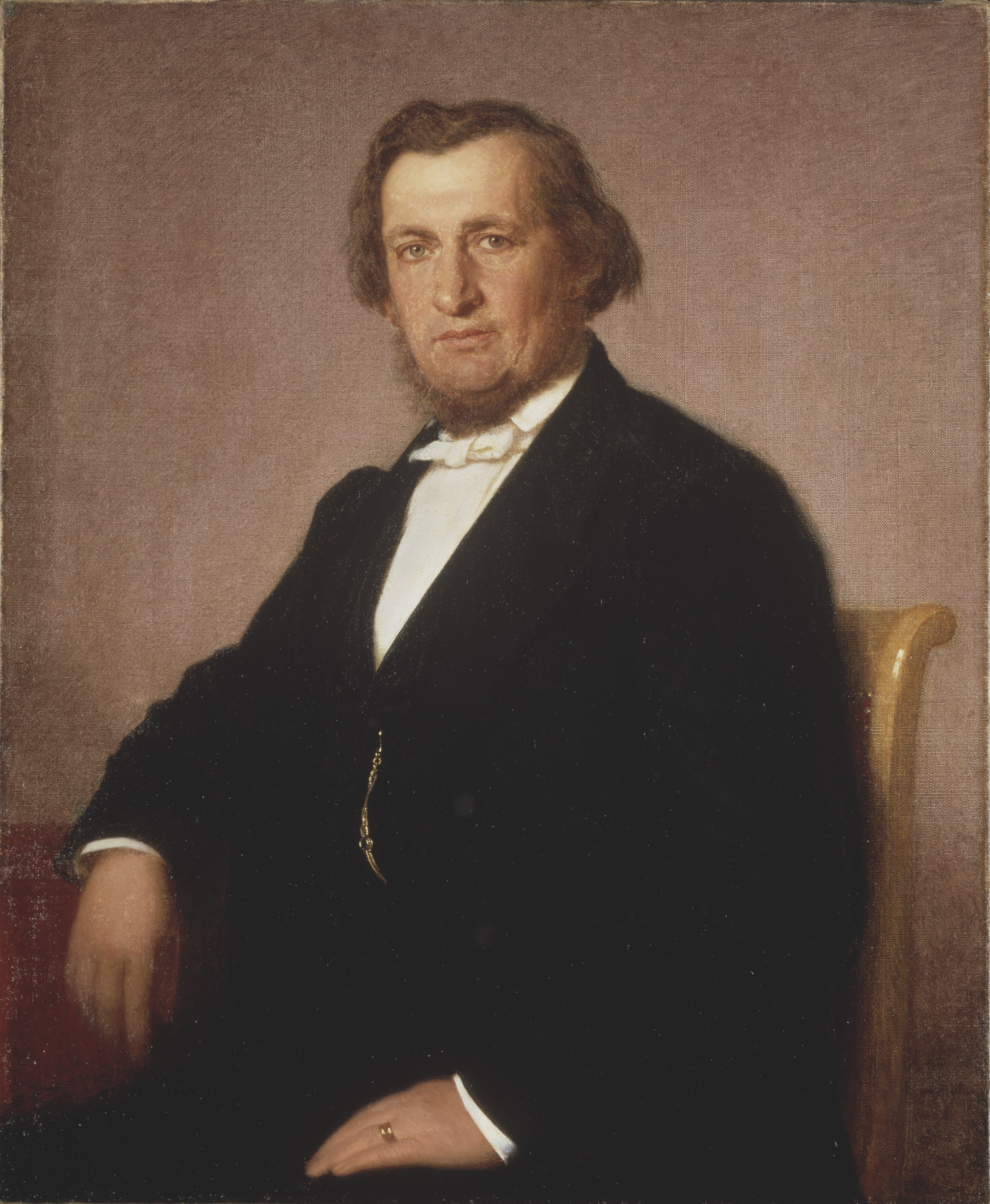
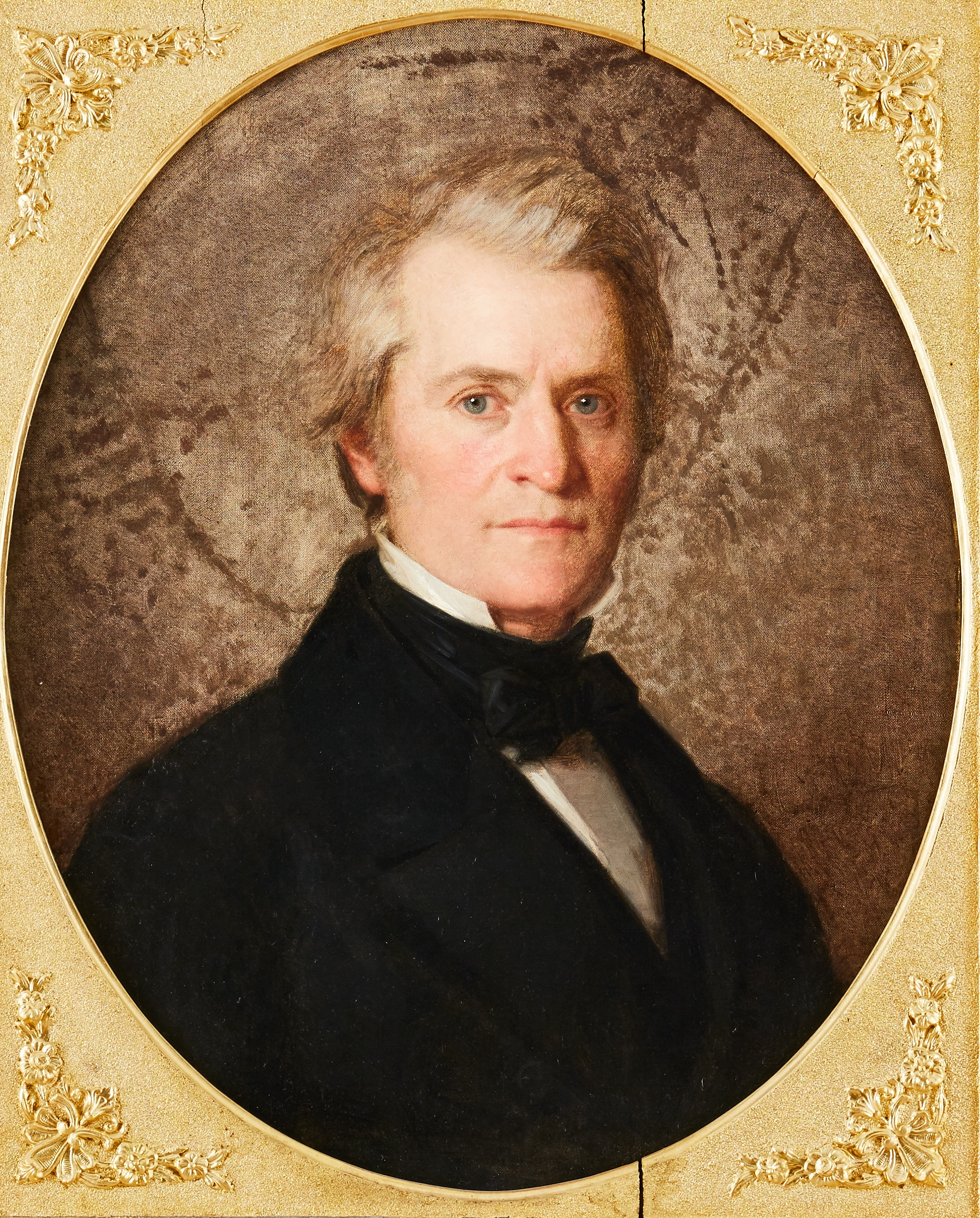
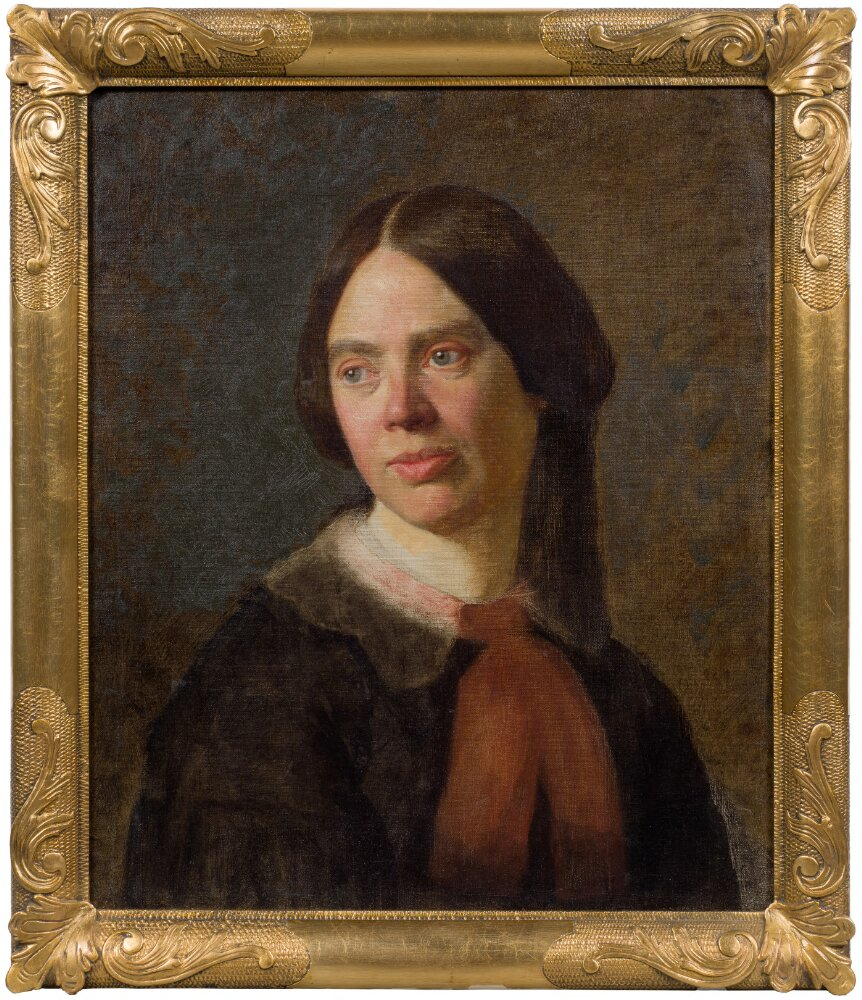
Жена художника
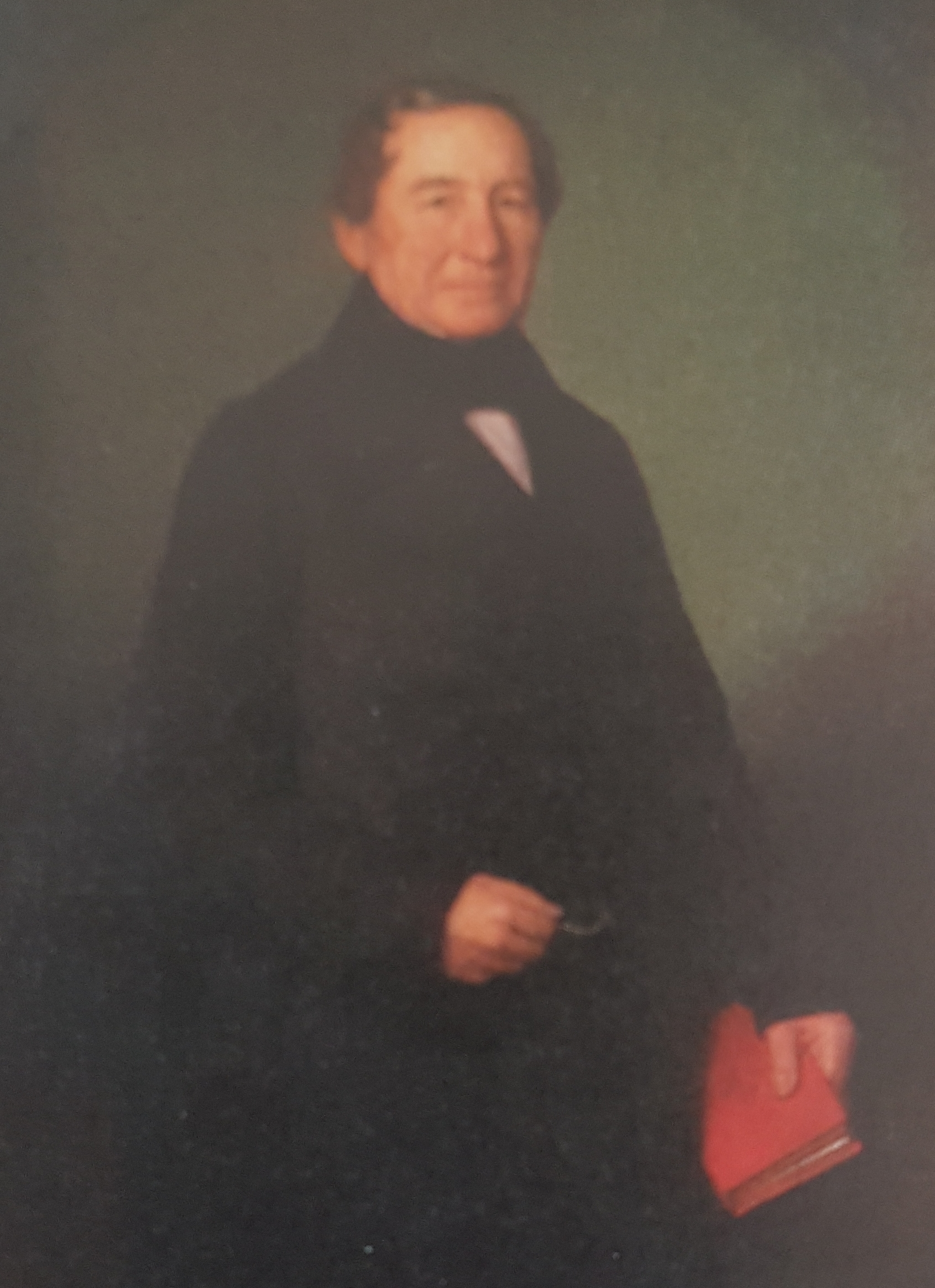